# Мария Амелия Баденская
Мари́я Аме́лия Баде́нская ((нем. Marie Amalie von Baden), (англ. Marie Amelie of Baden), при рождении Мари́я Аме́лия Елизаве́та Кароли́на Баде́нская (нем. Marie Amelie Elisabeth Karoline von Baden), 11 октября 1817, Карлсруэ — 17 октября 1888 или 18 октября 1888, Баден-Баден, Великое герцогство Баден) — младшая дочь великого герцога Баденского Карла и его супруги Стефании де Богарне, герцогиня Гамильтон, бабушка монакского князя Луи II. Близкая подруга и доверенное лицо последней императорской четы Франции, Наполеона III и Евгении де Монтихо де Теба.

## Биография
Мария Амелия Елизавета Каролина родилась 11 октября 1817 года в Карлсруэ. Она стала младшей дочерью Карла, Великого герцога Баденского и Стефании де Богарне. Её мать была приемной дочерью императора Наполеона I и приходилась племянницей императрице Жозефине де Богарне. У принцессы было две старшие сестры: Луиза, которая вышла замуж за кронпринца Густава Шведского и Жозефина, супруга Карла Антона Гогенцоллерн-Зигмарингена, от брака с которым родился будущий король Румынии Кароль I.
23 февраля 1843 года принцесса Мария Амелия вышла замуж за представителя шотландского дворянского рода Гамильтонов — Уильяма Гамильтона (1811—1863). Он был единственным сыном 10-го герцога Гамильтона и леди Сьюзен Бекфорд.
В браке родилось трое детей:
- Уильям Гамильтон (1845—1895) — наследник титула отца, ставший 12-м герцогом Гамильтоном в 1863 году, был женат на леди Мери Монтегю, имел одну дочь;
- Карл Георг Гамильтон (1847—1886) — не женат, 7-й граф Селкирк;
- Мария Виктория Гамильтон (1850—1922)[8] — первым браком за наследным принцем Монако Альбертом, имела в браке сына, вторым — за князем Тассило Фештетичем де Тольна[англ.], имела четверых детей от второго брака[9].

После свадьбы молодожены переехали в замок Бродик на острове Арран, построенном специально для невесты в баварском стиле. После смерти 11-го герцога Гамильтона Александра, его сын унаследовал титул отца и они вместе с супругой переехали во дворец Гамильтон в графство Ланаркшир, Шотландия. Супруги часто бывали в Баден-Бадене и Париже.

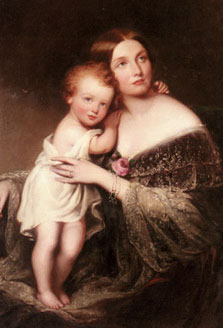
Мария Амелия вместе с одним из своих детей.

Герцогиня Мария Амелия была двоюродной сестрой, близким другом и доверенным лицом последней императорской четы Франции, Наполеона III и Евгении де Монтихо де Теба. Вместе с супругом они сопровождали императора во время его официального въезда в Париж в 1852 году. В 1860 году император и императрица посетили супругов в Бадене на одном из популярных курортов для высшего света. Герцогиня Гамильтон сопровождала императора в Италию по приглашению сардинского короля Виктора Эммануила II и в 1856 году во время крещения сына Наполеона III Наполеона Эжена, принца Империи. Императрица Евгения, супруга Наполеона, была также близкой подругой Марии Амелии. Она часто останавливалась у герцогов Гамильтон, когда посещала Шотландию и Баден. При французском дворе многих аристократов раздражало слишком высокое положение герцогини Гамильтон, которая всегда сидела подле императрицы и сопровождая её во время официальных приёмов. В 1860 году императрица Евгения хотела уехать из Франции, но в связи со сложной политической ситуацией на континенте выезд императрицы был ограничен. Тогда Мария Амелия предложила ей приехать в свой дом в Шотландии .
В 1853 году шотландская газета «Glasgow Free Press» сообщила, что герцогиня Гамильтон перешла в католицизм. В 1860 году умерла мать Марии Амелии Стефания де Богарне. Королева Нидерландов София, близка подруга Стефании утверждала, что Мария Амелия вела себя с матерью «крайне жестоко, мать обвиняла дочь в католическом фанатизме». София была крайне расстроена, что дочь даже не удосужилась присутствовать на похоронах матери, несмотря на то, что муж герцогини почтил память тёщи, приехав на похороны. В 1867 году королева София писала о Марии Амелии: «она бледная, полная и больная, а её сыновья беспокойные и не здоровые дети, дочь её была далеко не красавицей».
В 1863 год у Уильяма случился сердечный приступ в Париже. Его состояние было крайне тяжелым. По приказу супруги его привезли в отель Бристоль на Вандомской площади. Герцогиня находилась возле него. Через три дня, 15 июля 1863 года он умер. Ему было 52 года. На момент смерти состояние супругов оценивалось в 140 000 фунтов стерлингов. После смерти мужа Мария Амелия приняла титул «Принцесса Мария Амелия Баденская, вдовствующая герцогиня Гамильтон».
После похорон она переехала на виллу Стефания, где её ежегодно навещала единственная дочь. В 1904 году английский журнал «Lady’s Realm» сообщал, что на вилле собирались представители аристократических семей. Вдовствующая герцогиня была близкой подругой принца Уэльского Эдуарда, будущего короля Эдуарда VII. В 1867 году она, принц Уэльский и двое сыновей принцессы были вовлечены в неприятную ситуацию финансового характера. Узнав об этом, королева Виктория приказала сыну прекратить какие-либо контакты с герцогиней. Марию Амелию посещали некоторые члены королевской семьи, включая герцогиню Кентскую Викторию. Скончалась Мария Амелия 17 октября 1888 года в родном Баден-Бадене на 71 году жизни.
Единственная дочь Марии Амелии вышла замуж за наследного принца Монако Альберта, родив от него единственного сына Луи, ставшего князем Монако. Нынешние правители Монако являются потомками герцогов Гамильтон.